# Wasita
Wāsiṭa foi um cargo na administração do Califado Fatímida que era intermediário entre o califa (e imame) e o povo, com menos poderes e status menor que o do vizir.